# 王毓麟
王毓麟（1915年7月12日—1987年8月5日），台灣台中沙鹿人，台灣外科醫師及醫學教育者，曾任光田綜合醫院院長，並創辦弘光護理專科學校（今弘光科技大學）。

## 生平
1915年7月12日，王毓麟生於臺中縣沙鹿鎮斗抵里。父親王銅鐘先生是臺灣第一批接受西方醫學教育的醫生，亦為光田醫院的創辦者，身為長子的王毓麟自小受父栽培。自沙鹿公學校（今沙鹿國小）畢業後，即赴日本求學。1934年考取東京日本大學醫學部，1939年畢業後，赴滿州醫科大學平山外科研修。1940年，因父親病危而返台，並進入臺北帝國大學醫學部第一外科，跟隨澤田平十郎專攻甲狀腺、胃癌、乳癌手術。期間進行瘧疾的相關研究，以〈游離心臟之異常收縮〉為題，成功取得博士學位。1944年父親病逝後，王毓麟回到沙鹿接掌光田醫院。當時時值二戰末期，因槍砲所傷的人很多，王毓麟生的外科專業讓光田醫院在當時發揮功能，並執行許多沙鹿地區首例手術。
戰後，王氏當選第一屆台中縣參議員，但後來因感政治與臨床難以同時兼顧，後來退出政治，同時光田醫院的規模也日益擴大。1962年起擔任中國醫藥學院的外科教授，1963年又兼任兩年的中山醫學院外科教授。1967年，有感於臺灣西部及臺中縣海線地區缺乏醫護人員，以獨資方式創辦弘光護理專科學校，並任首屆校長。1983年獲頒教育部文藝獎章。1986年6月罹患肝癌，並於1987年8月5日病逝於光田醫院。

## 著作
- 《王毓麟文集》
- 《世界各國之護理助產教育》